# Esiliiga 2009
Die Esiliiga 2009 war die 19. Spielzeit der zweithöchsten estnischen Fußball-Spielklasse der Herren. Sie begann am 8. März und endete am 11. November 2009.

## Modus
Die Liga umfasste wie in der Vorsaison zehn Teams. Dabei traten die Mannschaften an 36 Spieltagen jeweils vier Mal gegeneinander an. Der Tabellenerste FC Levadia Tallinn II war als zweite Mannschaft nicht aufstiegsberechtigt. Somit stieg der Zweitplatzierte FC Lootus Kohtla-Järve direkt in die Meistriliiga auf, der Drittplatzierte FC Valga Warrior trat in der Relegation gegen den Neunten der Meistriliiga Paide Linnameeskond an.
Die beiden direkten Absteiger FC Flora Tallinn II und FC Flora Rakvere durften in der Esiliiga bleiben, da der Siebtplatzierte JK Tulevik Viljandi II und der Aufsteiger der II Liiga FC Nõmme United auf eine Teilnahme an der Saison 2010 verzichteten.

## Vereine
JK Vaprus Pärnu war aus der Meistriliiga abgestiegen. Aus der II Liiga kamen JK Tulevik Viljandi II, FC Lootus Kohtla-Järve und Tallinna JK Legion hinzu.
| Verein                 | Stadt        | Stadion                | Kapazität |
| ---------------------- | ------------ | ---------------------- | --------- |
| Tallinna JK Legion     | Tallinn      | Kadrioru staadion      | 5.000     |
| FC Levadia Tallinn II  | Tallinn      | Maarjamäe staadion     | 1.500     |
| FC Flora Tallinn II    | Tallinn      | Sportland Arena        | 1.198     |
| FC Ajax Lasnamäe       | Tallinn      | FC Ajaxi Staadion      | 1.500     |
| FC Lootus Kohtla-Järve | Kohtla-Järve | Sportikeskuse Stadion  | 2.200     |
| JK Vaprus Pärnu        | Pärnu        | Strand-Stadion         | 1.500     |
| JK Tulevik Viljandi II | Viljandi     | Viljandi linnastaadion | 2.000     |
| FC Valga Warrior       | Valga        | Keskstaadion           | 1.100     |
| Kiviõli Tamme Auto     | Kiviõli      | Kiviõli linnastaadion  | 0500      |
| FC Flora Rakvere       | Rakvere      | Rakvere Linnastaadion  | 2.300     |

## Abschlusstabelle
| Pl. | Verein                       | Sp. | S  | U | N  | Tore    | Diff. | Punkte |
| --- | ---------------------------- | --- | -- | - | -- | ------- | ----- | ------ |
| 1.  | FC Levadia Tallinn II        | 36  | 26 | 8 | 2  | 096:210 | +75   | 86     |
| 2.  | FC Lootus Kohtla-Järve (N)   | 36  | 24 | 2 | 10 | 088:480 | +40   | 74     |
| 3.  | FC Valga Warrior             | 36  | 21 | 2 | 13 | 068:630 | +5    | 65     |
| 4.  | FC Ajax Lasnamäe             | 36  | 20 | 4 | 12 | 075:530 | +22   | 64     |
| 5.  | Kiviõli Tamme Auto 1         | 36  | 17 | 2 | 17 | 077:770 | ±0    | 50     |
| 6.  | Tallinna JK Legion (N)       | 36  | 13 | 5 | 18 | 063:760 | −13   | 44     |
| 7.  | JK Vaprus Pärnu (A)          | 36  | 11 | 6 | 19 | 064:770 | −13   | 39     |
| 8.  | JK Tulevik Viljandi II (N) 2 | 36  | 10 | 6 | 20 | 049:790 | −30   | 36     |
| 9.  | FC Flora Tallinn II          | 36  | 9  | 5 | 22 | 035:640 | −29   | 32     |
| 10. | FC Flora Rakvere 3           | 36  | 8  | 2 | 26 | 048:105 | −57   | 20     |

Platzierungskriterien: 1. Punkte – 2. Direkter Vergleich (Punkte, Tordifferenz, geschossene Tore) – 3. Tordifferenz – 4. geschossene Tore

| (A) | Absteiger aus der Meistriliiga 2008 |
| (N) | Neuaufsteiger aus der II Liiga      |

## Relegation
Aufstieg
Die Spiele fanden am 15. und 21. November 2009 statt.
|                  | Gesamt |                     | Hinspiel | Rückspiel |
| ---------------- | ------ | ------------------- | -------- | --------- |
| FC Valga Warrior | 1:2    | Paide Linnameeskond | 0:1      | 1:1       |

Beide Vereine blieben in ihren jeweiligen Ligen.
Abstieg
Die Spiele fanden am 15. und 21. November 2009 statt.
|                     | Gesamt |                        | Hinspiel | Rückspiel |
| ------------------- | ------ | ---------------------- | -------- | --------- |
| JK Tammeka Tartu II | 2:3    | JK Tulevik Viljandi II | 2:1      | 0:2       |

Tammeka Tartu II blieb in der II Liiga, Tulevik Viljandi zog trotz gewonnener Relegation aus der Esiliiga zurück.

## Torschützenliste
| Pl. | Name                | Team                   | Tore |
| --- | ------------------- | ---------------------- | ---- |
| 01. | Tõnis Starkopf      | Kiviõli Tamme Auto     | 32   |
| 02. | Anto Semjonov       | FC Lootus Kohtla-Järve | 19   |
| 03. | Sander Rõivassepp   | FC Valga Warrior       | 18   |
| 04. | Vitali Bolšakov     | FC Lootus Kohtla-Järve | 17   |
| 04. | Jaroslaw Dmitrijew  | FC Levadia Tallinn II  | 17   |
| 04. | Maksim Kisseljov    | Tallinna JK Legion     | 17   |
| 04. | Jaan Leimann        | FC Valga Warrior       | 17   |
| 08. | Aleksandr Pawlichin | Tallinna JK Legion     | 16   |
| 07. | Šahrijar Abdullajev | FC Ajax Lasnamäe       | 15   |
| 08. | Sergei Tasso        | FC Ajax Lasnamäe       | 12   |